# Porażenie połowicze

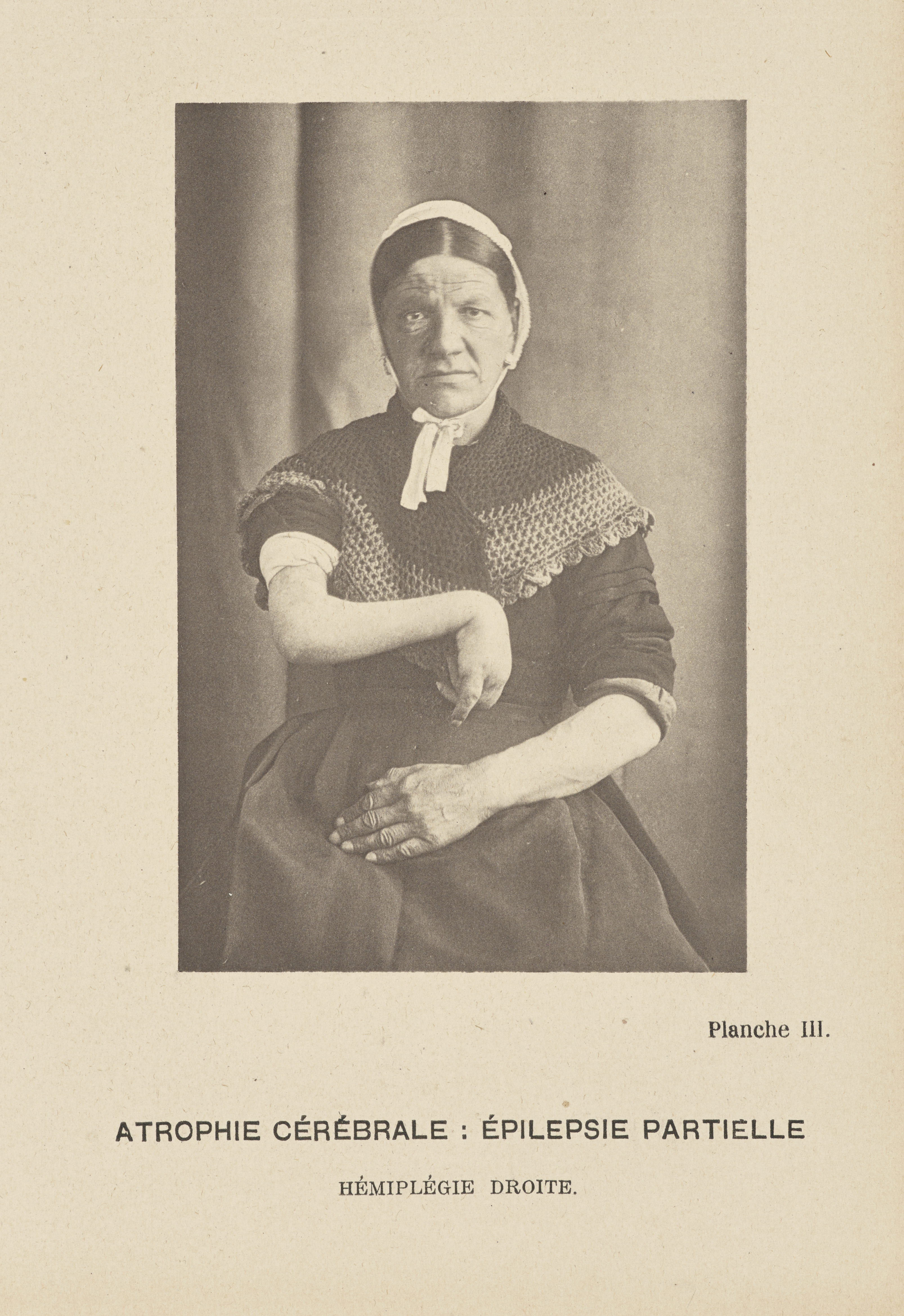
Osoba z porażeniem połowicznym prawej strony ciała

Porażenie połowicze, hemiplegia – porażenie mięśni jednej połowy ciała. Spowodowane jest uszkodzeniem drogi korowo-rdzeniowej w mózgu. Niedowład występuje po stronie przeciwnej do lokalizacji uszkodzenia z uwagi na skrzyżowanie dróg korowo-rdzeniowych – droga rozpoczynająca się w jednej półkuli przechodzi na stronę przeciwną w pniu mózgu (skrzyżowanie piramid). Jeśli uszkodzenie występuje w torebce wewnętrznej mózgu porażenie połowicze przybiera charakterystyczną postać porażenia typu Wernickego-Manna. Porażenie połowiczne najczęściej jest stwierdzane w przebiegu zawału mózgu, krwotoku do jamy czaszki (w tym udaru mózgu pochodzenia krwotocznego), bywa również objawem guza mózgu.